# Chad Mendes
Pour les articles homonymes, voir Mendes.
Chad Mendes, né le 1er mai 1985 à Hanford en Californie, est un pratiquant américain d'arts martiaux mixtes (MMA). Il combattait à l'Ultimate Fighting Championship dans la catégorie des poids plumes.

## Palmarès

### Distinctions
- Ultimate Fighting Championship
  - Combat de l'année 2014 (contre José Aldo à l'UFC 179)
  - Combat de la soirée (une fois)
  - KO de la soirée (une fois)
  - Performance de la soirée (une fois)

### Palmarès en arts martiaux mixtes
| 21 combats     | 17 victoires | 4 défaites |
| Par KO         | 7            | 3          |
| Par soumission | 2            | 0          |
| Sur décision   | 8            | 1          |

| Résultat | Record | Adversaire           | Méthode                                 | Événement                                | Date              | Round | Temps | Lieu                                   | Notes                                                                        |
| -------- | ------ | -------------------- | --------------------------------------- | ---------------------------------------- | ----------------- | ----- | ----- | -------------------------------------- | ---------------------------------------------------------------------------- |
| Défaite  | 17-4   | Frankie Edgar        | KO (coups de poing)                     | The Ultimate Fighter 22 Finale           | 11 décembre 2015  | 1     | 2:28  | Las Vegas, Nevada, États-Unis          |                                                                              |
| Défaite  | 17-3   | Conor McGregor       | TKO (coups de poing)                    | UFC 189: Mendes vs. McGregor             | 11 juillet 2015   | 2     | 4:57  | Las Vegas, Nevada, États-Unis          | Pour le titre intérimaire des poids plumes de l'UFC.                         |
| Victoire | 17-2   | Ricardo Lamas        | TKO (coups de poing)                    | UFC Fight Night: Mendes vs. Lamas        | 4 avril 2015      | 1     | 2:45  | Fairfax, Virginie, États-Unis          | Performance de la soirée.                                                    |
| Défaite  | 16-2   | José Aldo            | Décision unanime                        | UFC 179: Aldo vs. Mendes II              | 25 octobre 2014   | 5     | 5:00  | Rio de Janeiro, Brésil                 | Pour le titre poids plumes de l'UFC. Combat de la soirée. Combat de l'année. |
| Victoire | 16-1   | Nik Lantz            | Décision unanime                        | UFC on Fox: Johnson vs. Benavidez        | 14 décembre 2013  | 3     | 5:00  | Sacramento, Californie, États-Unis     |                                                                              |
| Victoire | 15-1   | Clay Guida           | TKO (coups de poing)                    | UFC 164: Henderson vs. Pettis II         | 31 août 2013      | 3     | 0:30  | Milwaukee, Wisconsin, États-Unis       | KO de la soirée                                                              |
| Victoire | 14-1   | Darren Elkins        | TKO (coups de poing)                    | UFC on Fox: Henderson vs. Melendez       | 20 avril 2013     | 1     | 1:08  | San José, Californie, États-Unis       |                                                                              |
| Victoire | 13-1   | Yaotzin Meza         | KO (coups de poing)                     | UFC on FX: Sotiropoulos vs. Pearson      | 15 décembre 2012  | 1     | 1:55  | Gold Coast, Australie                  |                                                                              |
| Victoire | 12-1   | Cody McKenzie        | KO (coup de poing au ventre)            | UFC 148: Silva vs. Sonnen II             | 7 juillet 2012    | 1     | 0:31  | Las Vegas, Nevada, États-Unis          |                                                                              |
| Défaite  | 11-1   | José Aldo            | KO (coup de genou à la tête)            | UFC 142: Aldo vs. Mendes                 | 14 janvier 2012   | 1     | 4:59  | Rio de Janeiro, Brésil                 | Pour le titre poids plumes de l'UFC                                          |
| Victoire | 11-0   | Rani Yahya           | Décision unanime                        | UFC 133: Evans vs. Ortiz II              | 6 août 2011       | 3     | 5:00  | Philadelphie, Pennsylvanie, États-Unis |                                                                              |
| Victoire | 10-0   | Michihiro Omigawa    | Décision unanime                        | UFC 126: Silva vs. Belfort               | 5 février 2011    | 3     | 5:00  | Las Vegas, Nevada, États-Unis          |                                                                              |
| Victoire | 9-0    | Javier Vazquez       | Décision unanime                        | WEC 52: Faber vs. Mizugaki               | 11 novembre 2010  | 3     | 5:00  | Las Vegas, Nevada, États-Unis          |                                                                              |
| Victoire | 8-0    | Cub Swanson          | Décision unanime                        | WEC 50: Cruz vs. Benavidez II            | 18 août 2010      | 3     | 5:00  | Las Vegas, Nevada, États-Unis          |                                                                              |
| Victoire | 7-0    | Anthony Morrision    | Soumission (étranglement en guillotine) | WEC 42: Aldo vs. Faber                   | 24 avril 2010     | 1     | 2:13  | Sacramento, Californie, États-Unis     |                                                                              |
| Victoire | 6-0    | Erik Koch            | Décision unanime                        | WEC 47: Bowles vs. Cruz                  | 6 mars 2010       | 3     | 5:00  | Columbus, Ohio, États-Unis             |                                                                              |
| Victoire | 5-0    | Mike Joy             | Décision unanime                        | Tachi Palace Fights 1                    | 8 octobre 2009    | 3     | 5:00  | Lemoore, Californie, États-Unis        |                                                                              |
| Victoire | 4-0    | Steven Siller        | KO (coups de poing)                     | Tachi Palace Fights: Best of Both Worlds | 4 octobre 2008    | 1     | 0:44  | Lemoore, Californie, États-Unis        |                                                                              |
| Victoire | 3-0    | Art Arciniega        | Décision unanime                        | Warriors Collide 6                       | 23 avril 2009     | 3     | 5:00  | Lemoore, Californie, États-Unis        |                                                                              |
| Victoire | 2-0    | Leland Gridley       | TKO (coups de poing)                    | PFC - Best of Both Worlds 1              | 6 février 2009    | 2     | 1:58  | Lemoore, Californie, États-Unis        |                                                                              |
| Victoire | 1-0    | Giovanni Encarnacion | Soumission (étranglement arrière)       | PFC 10: Explosive                        | 26 septembre 2008 | 1     | 2:06  | Lemoore, Californie, États-Unis        |                                                                              |